# The Whitey Album
 (mars 2020).
The Whitey Album est un album du groupe Ciccone Youth, un groupe parallèle à Sonic Youth composé des membres de celui-ci, sorti en 1988 sur les labels Enigma et Blast First. 
Il fut ensuite réédité en 1995 par Geffen puis fut à nouveau réédité début 2006 par Geffen. Cet album contient, entre autres, deux reprises de Madonna (Into the Groove(y) et Burning Up), une reprise de Robert Palmer (Addicted to Love), un morceau de rap (Tuff Titty Rap) et une reprise du morceau Making the Nature Scene de l'album Confusion Is Sex. Différentes personnes du monde du rock indépendant, telles que Jay Mascis ou Mike Watt, ont aussi participé à cet album. La version CD contient un morceau bonus, Macbeth II.
On retrouve les titres Into the Groove(y) et G-Force sur la compilation Screaming Fields of Sonic Love.

## Liste des titres
1. Needle-Gun - 2:28
2. (silence) - 1:03
3. G-Force - 3:39
4. Platoon II - 4:19
5. Macbeth - 5:27
6. Me & Jill/Hendrix Cosby - 5:31
7. Burnin' Up - 3:51
---
8. Hi! Everybody - 0:58
9. Children of Satan/Third Fig - 3:06
10. Two Cool Rock Chicks Listening to Neu - 2:56
11. Addicted to Love - 3:46
12. Moby-Dik - 1:01
13. March of the Ciccone Robots - 1:56
14. Making the Nature Scene - 3:15
15. Tuff Titty Rap - 0:39
16. Into the Groove(y)' - 4:36

### Titre supplémentaire sur la version CD
1. Macbeth II - 5:15

## White(y) Promos
White(y) Promos (ou The White(y) Album Promo) est le disque promotionnel du groupe Sonic Youth, publié sur le label Blast First et contenant 4 morceaux de The Whitey Album :
1. Addicted To Love - 3:35
2. Tuff Titty Rap - 0:39
3. Into The Groove(y) - 4:33
---
4. MacBeth - 5:21

## Composition du groupe
- Kim Gordon
- Thurston Moore
- Lee Ranaldo
- Steve Shelley

### Autres musiciens
- Mike Watt
- Jay Mascis